# The Voice of Germany/Staffel 10
Die zehnte Staffel der Gesangs-Castingshow The Voice of Germany wurde vom 8. Oktober bis zum 20. Dezember 2020 im Fernsehen ausgestrahlt. Die Moderation übernahmen wiederum Thore Schölermann und erstmals Annemarie Carpendale, welche die in die Babypause gegangene Lena Gercke vertrat. Für die abschließenden zwei Liveshows kehrte Lena Gercke als Moderatorin zurück. Zur Jury gehörten der Sänger und Songwriter Mark Forster, der Singer-Songwriter Nico Santos, das Duo Stefanie Kloß und Yvonne Catterfeld sowie das Duo Samu Haber und Rea Garvey. Wie in der vorangegangenen Staffel gab es einen fünften Coach, Michael Schulte, der in jeder Phase einigen ausgeschiedenen Kandidaten per „Comeback Stage“ eine zweite Chance geben konnte.
Siegerin wurde Paula Dalla Corte aus der Coachinggruppe von Samu Haber und Rea Garvey.

## Erste Phase: Die Blind Auditions
Die Castings zur zehnten Staffel fanden im Februar 2020 statt, wurden aber nicht im Fernsehen gezeigt. Die Blind Auditions wurden vom 17. bis 22. Juli 2020 wiederum im Studio Adlershof in Berlin aufgezeichnet und vom 8. Oktober bis 5. November 2020 in neun Fernsehsendungen ausgestrahlt. Nochmals teilnehmen durften zehn ausgewählte Personen, die in einer der vergangenen Staffeln schon einmal in den Blind Auditions weitergewählt worden, aber in einer späteren Phase ausgeschieden waren. Sie werden in der Sendung als „Allstars“ bezeichnet. Alle zehn wurden wiederum weitergewählt; vier von ihnen gingen zu Stefanie Kloß und Yvonne Catterfeld, drei zu Nico Santos, zwei zu Samu Haber und Rea Garvey, einer zu Mark Forster.
Alle vier Jurystimmen erhielten die Kandidaten Alessandro Pola, Nico Traut, Marvin Scondo, Paula Dalla Corte, das Duo Mael und Jonas, Matthias Nebel, Max Lenz, Wolfgang Herbst, Juan Geck, Sean Koch, Anastasia Blevins, Manuel Süß, Julia Köster, Oliver Henrich, Eugene Asira, Lisa-Marie Christ, Maciek und Vojtĕch Zakouřil. Von diesen achtzehn entschieden sich sieben für Stefanie Kloß und Yvonne Catterfeld, sechs für Samu Haber und Rea Garvey, vier für Nico Santos und einer für Mark Forster als Coach. Die Jury wählte 72 Kandidaten in die zweite Phase, in die alle vier Coaches mit je 18 Kandidaten einzogen. Michael Schulte wählte acht Teilnehmer, für die sich keiner der vier Coaches umgedreht hatte, in die erste Phase der Comeback Stage.
| Folge  | Die Coaches und ihre Kandidaten                                           | Die Coaches und ihre Kandidaten                                    | Die Coaches und ihre Kandidaten                                     | Die Coaches und ihre Kandidaten                         | Comeback Stage      |
| Folge  | Mark Forster                                                              | Stefanie Kloß und Yvonne Catterfeld                                | Nico Santos                                                         | Samu Haber und Rea Garvey                               | Michael Schulte     |
| ------ | ------------------------------------------------------------------------- | ------------------------------------------------------------------ | ------------------------------------------------------------------- | ------------------------------------------------------- | ------------------- |
| 01     | Florian Ritzi ONAIR                                                       | Alessandro Pola Noah Sam Honegger                                  | Nico Traut Pamela Falcon*                                           | Celine Hämmerling Lorena Daum                           | Mickela Löffel      |
| 02     | Kim Unger Alessandro Rinella                                              | Marvin Scondo Max Glatzel                                          | Emmanuel Sandoval Santillan Mael und Jonas                          | Paula Dalla Corte Matthias Nebel*                       | Karin Hagendorfer   |
| 03     | Ninorta Coban Cathalin Kühnhardt                                          | Hannah Wilhelm Juan Geck*                                          | Max Lenz Jana Glawischnig                                           | Wolfgang Herbst                                         | Jay Gomes           |
| 04     | Finton Mumbure                                                            | Gerald Oppong George Philippart                                    | Andrew Reyes Kimia Scarlett Roth Janina Beyerlein* Leon „Ezo“ Weick | Sean Koch                                               | Richie Gooding      |
| 05     | Erwin Holm                                                                | Dimi Rompos* Anastasia Blevins Reginald Holden Jennings Manuel Süß | Sion Jung                                                           | Douglas Adkins Claudia Pahl                             | Aischa Diabaté      |
| 06     | Alexandra Jörg                                                            | Maria Nicolaides                                                   | Julia Köster Michelle Schulz                                        | Alex Hartung* Oliver Henrich Julian Jas Katiuska McLean | Mark Ledlin         |
| 07     | Jan-Luca Bina Eugene Asira                                                | Leo Engels Maciek*                                                 | Manuel Lojo Isabel Nolte                                            | Danica Mae Miranda Lisa-Marie Christ                    | Alexander Seeger    |
| 08     | Natalie Behnisch Claire Litzler Marc Gensior                              | Vojtĕch Zakouřil Keye Katcher*                                     | Mohammed Alsharif                                                   | Duc-Nam Trinh Esther Nkongo Antonio Esposito            | Christian Reisinger |
| 09     | Targol Dalirazar Michael Caliman* Tosari Udayana Jonnes Vennemann-Schmidt | Etienne Wiebe                                                      | Simon Paterno BB Thomaz*                                            | Max Kropius                                             |                     |
| Gesamt | 18                                                                        | 18                                                                 | 18                                                                  | 18                                                      | 8                   |

* Diese Person gehörte zu den „Allstars“.

## Zweite Phase: Die Battle Round
Die Battle Round wurde vom 11. bis zum 13. September 2020 in Berlin aufgezeichnet und vom 8. November bis 22. November 2020 in fünf Fernsehsendungen ausgestrahlt.
In allen vier Coachinggruppen trugen die jeweils 18 Teilnehmer neun Eins-gegen-Eins-Duelle aus. Der jeweilige Coach wählte einen der beiden Kandidaten in die nächste Phase. Der unterlegene Battle-Teilnehmer konnte von einem anderen Juror per „Steal Deal“ übernommen werden. Falls mehr als ein Coach einen Kandidaten übernehmen wollte, wählte der Teilnehmer einen von ihnen zu seinem neuen Coach. Jeder Juror übernahm zwei Kandidaten einer anderen Coachinggruppe, so dass alle vier Coachinggruppen mit elf Teilnehmern in die nächste Phase gingen. Michael Schulte wählte zwei weitere Teilnehmer in die dritte Phase der Comeback Stage.
| Folge | Coach                               | Battle | Direkt weitergewählter Kandidat | Song                                             | Unterlegener Kandidat       | Neuer Coach des unterlegenen Kandidaten |
| ----- | ----------------------------------- | ------ | ------------------------------- | ------------------------------------------------ | --------------------------- | --------------------------------------- |
| 10    | Stefanie Kloß und Yvonne Catterfeld | 1      | Alessandro Pola                 | My Love Is Your Love von Whitney Houston         | Hannah Wilhelm              | Nico Santos                             |
| 10    | Samu Haber und Rea Garvey           | 2      | Antonio Esposito                | Mein Block von Sido                              | Alex Hartung*               | —                                       |
| 10    | Nico Santos                         | 3      | Mael und Jonas                  | Aïcha von Khaled                                 | Mohammed Alsharif           | —                                       |
| 10    | Mark Forster                        | 4      | ONAIR                           | Daft-Punk-Medley von Pentatonix                  | Kim Unger                   | —                                       |
| 10    | Samu Haber und Rea Garvey           | 5      | Paula Dalla Corte               | Livin’ on a Prayer von Bon Jovi                  | Lisa-Marie Christ           | —                                       |
| 10    | Mark Forster                        | 6      | Jonnes Vennemann-Schmidt        | Zuhause von Adel Tawil featuring Matisyahu       | Eugene Asira                | —                                       |
| 10    | Nico Santos                         | 7      | Pamela Falcon*                  | You’re the Voice von John Farnham                | Andrew Reyes                | Samu Haber und Rea Garvey               |
| 11    | Stefanie Kloß und Yvonne Catterfeld | 8      | Manuel Süß                      | Legendary von Welshly Arms                       | Etienne Wiebe               | —                                       |
| 11    | Nico Santos                         | 9      | Max Lenz                        | Breaking Me von Topic featuring A7S              | Sion Jung                   | Mark Forster                            |
| 11    | Samu Haber und Rea Garvey           | 10     | Celine Hämmerling               | Wake Me Up von Avicii featuring Aloe Blacc       | Julian Jas                  | —                                       |
| 11    | Mark Forster                        | 11     | Jan-Luca Bina                   | The Pretender von Foo Fighters                   | Florian Ritzi               | —                                       |
| 11    | Nico Santos                         | 12     | Leon „Ezo“ Weick                | 110 von Capital Bra und Samra featuring Lea      | Isabel Nolte                | Stefanie Kloß und Yvonne Catterfeld     |
| 11    | Samu Haber und Rea Garvey           | 13     | Esther Nkongo                   | Independent Women Part I von Destiny’s Child     | Danica Mae Miranda          | —                                       |
| 11    | Stefanie Kloß und Yvonne Catterfeld | 14     | Dimi Rompos*                    | Mit dir von Freundeskreis featuring Joy Denalane | Maciek*                     | Mark Forster                            |
| 12    | Stefanie Kloß und Yvonne Catterfeld | 15     | Juan Geck*                      | Freedom von Beyoncé featuring Kendrick Lamar     | Keye Katcher*               | Michael Schulte                         |
| 12    | Mark Forster                        | 16     | Finton Mumbure                  | Message in a Bottle von The Police               | Marc Gensior                | —                                       |
| 12    | Samu Haber und Rea Garvey           | 17     | Lorena Daum                     | Enjoy the Silence von Depeche Mode               | Oliver Henrich              | Stefanie Kloß und Yvonne Catterfeld     |
| 12    | Nico Santos                         | 18     | Nico Traut                      | Cry Me a River von Justin Timberlake             | Michelle Schulz             | —                                       |
| 12    | Mark Forster                        | 19     | Ninorta Coban                   | Don’t Start Now von Dua Lipa                     | Erwin Holm                  | —                                       |
| 12    | Samu Haber und Rea Garvey           | 20     | Wolfgang Herbst                 | Cordula Grün von Josh.                           | Max Kropius                 | —                                       |
| 12    | Stefanie Kloß und Yvonne Catterfeld | 21     | Maria Nicolaides                | Hit the Road Jack von Percy Mayfield             | Reginald Holden Jennings    | —                                       |
| 13    | Samu Haber und Rea Garvey           | 22     | Matthias Nebel*                 | Leave a Light On von Tom Walker                  | Katiuska McLean             | —                                       |
| 13    | Stefanie Kloß und Yvonne Catterfeld | 23     | Max Glatzel                     | There’s Nothing Holdin’ Me Back von Shawn Mendes | Gerald Oppong               | —                                       |
| 13    | Mark Forster                        | 24     | Claire Litzler                  | Euphoria von Loreen                              | Alessandro Rinella          | —                                       |
| 13    | Nico Santos                         | 25     | Janina Beyerlein*               | Kings & Queens von Ava Max                       | Jana Glawischnig            | —                                       |
| 13    | Samu Haber und Rea Garvey           | 26     | Douglas Adkins                  | Ocean Eyes von Billie Eilish                     | Claudia Pahl                | Michael Schulte                         |
| 13    | Nico Santos                         | 27     | Simon Paterno                   | Freedom! ’90 von George Michael                  | Kimia Scarlett Roth         | —                                       |
| 13    | Mark Forster                        | 28     | Natalie Behnisch                | Rain on Me von Lady Gaga und Ariana Grande       | Targol Dalirazar            | —                                       |
| 13    | Stefanie Kloß und Yvonne Catterfeld | 29     | Noah Sam Honegger               | I See Fire von Ed Sheeran                        | Marvin Scondo               | Nico Santos                             |
| 14    | Nico Santos                         | 30     | BB Thomaz*                      | Dirrty von Christina Aguilera featuring Redman   | Julia Köster                | —                                       |
| 14    | Stefanie Kloß und Yvonne Catterfeld | 31     | Leo Engels                      | Havana von Camila Cabello featuring Young Thug   | Anastasia Blevins           | Samu Haber und Rea Garvey               |
| 14    | Mark Forster                        | 32     | Alexandra Jörg                  | Guten Tag von Wir sind Helden                    | Cathalin Kühnhardt          | —                                       |
| 14    | Mark Forster                        | 33     | Tosari Udayana                  | Savage Love von Jawsh 685 und Jason Derulo       | Michael Caliman*            | —                                       |
| 14    | Stefanie Kloß und Yvonne Catterfeld | 34     | Vojtĕch Zakouřil                | Bridge over Troubled Water von Simon & Garfunkel | George Philippart           | —                                       |
| 14    | Nico Santos                         | 35     | Manuel Lojo                     | La Cintura von Álvaro Soler                      | Emmanuel Sandoval Santillan | —                                       |
| 14    | Samu Haber und Rea Garvey           | 36     | Sean Koch                       | Jealous von Labrinth                             | Duc-Nam Trinh               | —                                       |

* Diese Person gehörte zu den „Allstars“.
| Die Coaches und ihre Kandidaten nach der Battle Round | Die Coaches und ihre Kandidaten nach der Battle Round | Die Coaches und ihre Kandidaten nach der Battle Round                                                                                                  | Die Coaches und ihre Kandidaten nach der Battle Round |
| Mark Forster | Stefanie Kloß und Yvonne Catterfeld | Nico Santos | Samu Haber und Rea Garvey |
| --- | --- | --- | --- |
| ONAIR Jonnes Vennemann-Schmidt Jan-Luca Bina Finton Mumbure Ninorta Coban Claire Litzler Natalie Behnisch Alexandra Jörg Tosari Udayana Sion Jung Maciek* | Alessandro Pola Manuel Süß Dimi Rompos* Juan Geck* Maria Nicolaides Max Glatzel Noah Sam Honegger Leo Engels Vojtĕch Zakouřil Isabel Nolte Oliver Henrich | Mael und Jonas Pamela Falcon* Max Lenz Leon „Ezo“ Weick Nico Traut Janina Beyerlein* Simon Paterno BB Thomaz* Manuel Lojo Hannah Wilhelm Marvin Scondo | Antonio Esposito Paula Dalla Corte Celine Hämmerling Esther Nkongo Lorena Daum Wolfgang Herbst Matthias Nebel* Douglas Adkins Sean Koch Andrew Reyes Anastasia Blevins |
| 11 (9+2) | 11 (9+2) | 11 (9+2) | 11 (9+2) |

## Dritte Phase: Sing Off
Die dritte Phase, wie in den vorangegangenen vier Staffeln „Sing Off“ genannt, wurde am 22. und 23. Oktober 2020 in Berlin aufgezeichnet und vom 26. November bis zum 6. Dezember 2020 in drei Fernsehsendungen ausgestrahlt. Coach Samu Haber nahm am zweiten Tag per Videoschaltung an den Aufzeichnungen teil, nachdem er positiv auf das Coronavirus getestet worden war.
In der Vorbereitung wurden Nico Santos’ Kandidaten von Lea, Stefanie Kloß’ und Yvonne Catterfelds Teilnehmer von Clueso, Mark Forsters Kandidaten von Joy Denalane und Samu Habers und Rea Garveys Schützlinge von David Guetta unterstützt. Im Sing Off trug jeder der 44 verbliebenen Teilnehmer ein Lied vor; jeder Coach wählte zwei seiner elf Kandidaten für die Liveshow-Phase aus. Michael Schulte wählte zwei weitere Teilnehmer in die vierte Phase der Comeback Stage.
Farblegende
| Folge | Coach                               | Auftritt | Kandidat                 | Song                                                       |
| ----- | ----------------------------------- | -------- | ------------------------ | ---------------------------------------------------------- |
| 15    | Nico Santos                         | 1        | Simon Paterno            | Signed, Sealed, Delivered I’m Yours von Stevie Wonder      |
| 15    | Nico Santos                         | 2        | Hannah Wilhelm           | Pretty Hurts von Beyoncé                                   |
| 15    | Nico Santos                         | 3        | Marvin Scondo            | What’s Going On von Marvin Gaye                            |
| 15    | Nico Santos                         | 4        | Nico Traut               | Fix You von Coldplay                                       |
| 15    | Nico Santos                         | 5        | Pamela Falcon*           | Show Me Heaven von Maria McKee                             |
| 15    | Nico Santos                         | 6        | Leon „Ezo“ Weick         | So wie du bist von MoTrip featuring Lary                   |
| 15    | Nico Santos                         | 7        | Manuel Lojo              | Bamboleo von Gipsy Kings                                   |
| 15    | Nico Santos                         | 8        | Janina Beyerlein*        | Diamonds von Rihanna                                       |
| 15    | Nico Santos                         | 9        | Mael und Jonas           | MMMBop von Hanson                                          |
| 15    | Nico Santos                         | 10       | Max Lenz                 | This City von Sam Fischer                                  |
| 15    | Nico Santos                         | 11       | BB Thomaz*               | A Change Is Gonna Come von Sam Cooke                       |
| 15    | Stefanie Kloß und Yvonne Catterfeld | 12       | Max Glatzel              | Eastside von Benny Blanco, Halsey und Khalid               |
| 15    | Stefanie Kloß und Yvonne Catterfeld | 13       | Isabel Nolte             | Dein ist mein ganzes Herz von Heinz Rudolf Kunze           |
| 15    | Stefanie Kloß und Yvonne Catterfeld | 14       | Manuel Süß               | Animals von Maroon 5                                       |
| 15    | Stefanie Kloß und Yvonne Catterfeld | 15       | Leo Engels               | Youth von Shawn Mendes                                     |
| 15    | Stefanie Kloß und Yvonne Catterfeld | 16       | Maria Nicolaides         | You’re Nobody 'til Somebody Loves You von James Arthur     |
| 16    | Stefanie Kloß und Yvonne Catterfeld | 17       | Oliver Henrich           | Warrior von Demi Lovato                                    |
| 16    | Stefanie Kloß und Yvonne Catterfeld | 18       | Dimi Rompos*             | No Diggity von BLACKstreet featuring Dr. Dre und Queen Pen |
| 16    | Stefanie Kloß und Yvonne Catterfeld | 19       | Alessandro Pola          | Hold Back the River von James Bay                          |
| 16    | Stefanie Kloß und Yvonne Catterfeld | 20       | Vojtĕch Zakouřil         | Dusk Till Dawn von Zayn featuring Sia                      |
| 16    | Stefanie Kloß und Yvonne Catterfeld | 21       | Noah Sam Honegger        | Hurt von Nine Inch Nails                                   |
| 16    | Stefanie Kloß und Yvonne Catterfeld | 22       | Juan Geck*               | Pray von Sam Smith                                         |
| 16    | Mark Forster                        | 23       | Claire Litzler           | Fields of Gold von Sting                                   |
| 16    | Mark Forster                        | 24       | Sion Jung                | Better Now von Post Malone                                 |
| 16    | Mark Forster                        | 25       | Natalie Behnisch         | Turning Tables von Adele                                   |
| 16    | Mark Forster                        | 26       | Jan-Luca Bina            | Mantra von Bring Me the Horizon                            |
| 16    | Mark Forster                        | 27       | Jonnes Vennemann-Schmidt | Auf anderen Wegen von Andreas Bourani                      |
| 16    | Mark Forster                        | 28       | Ninorta Coban            | Candyman von Christina Aguilera                            |
| 16    | Mark Forster                        | 29       | Finton Mumbure           | Talkin’ Bout A Revolution von Tracy Chapman                |
| 16    | Mark Forster                        | 30       | Maciek*                  | Flugmodus von Clueso                                       |
| 17    | Mark Forster                        | 31       | ONAIR                    | Locked Out of Heaven von Bruno Mars                        |
| 17    | Mark Forster                        | 32       | Alexandra Jörg           | Die Schöne und das Biest von Angela Lansbury               |
| 17    | Mark Forster                        | 33       | Tosari Udayana           | Intentions von Justin Bieber featuring Quavo               |
| 17    | Samu Haber und Rea Garvey           | 34       | Anastasia Blevins        | Titanium von David Guetta featuring Sia                    |
| 17    | Samu Haber und Rea Garvey           | 35       | Lorena Daum              | Weak von Skunk Anansie                                     |
| 17    | Samu Haber und Rea Garvey           | 36       | Andrew Reyes             | Angels von Robbie Williams                                 |
| 17    | Samu Haber und Rea Garvey           | 37       | Celine Hämmerling        | 7 Rings von Ariana Grande                                  |
| 17    | Samu Haber und Rea Garvey           | 38       | Douglas Adkins           | Crazy Little Thing Called Love von Queen                   |
| 17    | Samu Haber und Rea Garvey           | 39       | Paula Dalla Corte        | Bruises von Lewis Capaldi                                  |
| 17    | Samu Haber und Rea Garvey           | 40       | Wolfgang Herbst          | Über sieben Brücken mußt du gehn von Karat                 |
| 17    | Samu Haber und Rea Garvey           | 41       | Sean Koch                | God Only Knows von The Beach Boys                          |
| 17    | Samu Haber und Rea Garvey           | 42       | Antonio Esposito         | AMG von Kool Savas                                         |
| 17    | Samu Haber und Rea Garvey           | 43       | Esther Nkongo            | Holding Back the Years von Simply Red                      |
| 17    | Samu Haber und Rea Garvey           | 44       | Matthias Nebel*          | I Don’t Want to Miss a Thing von Aerosmith                 |

* Diese Person gehörte zu den „Allstars“.

## Comeback Stage
Wie in Staffel 9 gab es eine „Comeback Stage“. Coach Michael Schulte wählte in jeder Phase einige ausgeschiedene Kandidaten weiter: in den Blind Auditions acht, in der Battle-Round- und der Sing-Off-Phase jeweils zwei. Aus diesen zwölf Teilnehmern wählte er schließlich zwei aus, so dass er wie die vier anderen Coaches mit zwei Kandidaten im Halbfinale antrat.
Die Videos der Comeback Stage wurden vom 11. Oktober bis 6. Dezember 2020 jeweils sonntags auf der The-Voice-of-Germany-Internetseite veröffentlicht und am darauffolgenden Montag oder Mittwoch etwa zwischen 2 Uhr und 4 Uhr morgens von ProSieben im Fernsehen ausgestrahlt.

### Phase 1
In Phase 1, veröffentlicht am 11. Oktober, 18. Oktober, 25. Oktober und 1. November 2020, traten acht Kandidaten an, für die sich in den Blind Auditions keiner der vier anderen Coaches umgedreht hatte. Von diesen acht trugen jeweils zwei nacheinander einen Song vor, wonach Michael Schulte einen von ihnen in die nächste Phase wählte.
| Coach           | Runde | Kandidat            | Song                                                             |
| --------------- | ----- | ------------------- | ---------------------------------------------------------------- |
| Michael Schulte | 1     | Mickela Löffel      | Für immer von Max Giesinger                                      |
| Michael Schulte | 1     | Karin Hagendorfer   | Roxanne von The Police                                           |
| Michael Schulte | 2     | Richie Gooding      | Stargazing von Kygo featuring Justin Jesso                       |
| Michael Schulte | 2     | Jay Gomes           | Havana von Camila Cabello featuring Young Thug                   |
| Michael Schulte | 3     | Aischa Diabaté      | Je ne parle pas français von Namika                              |
| Michael Schulte | 3     | Mark Ledlin         | Fast Car von Tracy Chapman                                       |
| Michael Schulte | 4     | Alexander Seeger    | Say Something von A Great Big World featuring Christina Aguilera |
| Michael Schulte | 4     | Christian Reisinger | Stay with Me von Sam Smith                                       |

### Phase 2
In Phase 2, veröffentlicht am 8. November 2020, traten die vier Gewinner aus Phase 1 mit je einem Liedvortrag gegeneinander an. Michael Schulte wählte zwei von ihnen in die dritte Phase.
| Coach           | Auftritt | Kandidat         | Song                                  |
| --------------- | -------- | ---------------- | ------------------------------------- |
| Michael Schulte | 1        | Mark Ledlin      | Roundabouts von Michael Patrick Kelly |
| Michael Schulte | 2        | Mickela Löffel   | Symphonie von Silbermond              |
| Michael Schulte | 3        | Jay Gomes        | 194 Länder von Mark Forster           |
| Michael Schulte | 4        | Alexander Seeger | Home von Topic featuring Nico Santos  |

### Phase 3
In Phase 3, veröffentlicht am 15. und 22. November 2020, traten die Gewinner aus Phase 2 jeweils gegen einen ausgeschiedenen Kandidaten aus der Battle Round an. Michael Schulte wählte aus jedem der beiden Duelle einen Teilnehmer in die nächste Phase.
| Coach           | Runde | Ehemaliger Coach aus Battle Round   | Kandidat         | Song                             |
| --------------- | ----- | ----------------------------------- | ---------------- | -------------------------------- |
| Michael Schulte | 1     | Stefanie Kloß und Yvonne Catterfeld | Keye Katcher*    | River von Bishop Briggs          |
| Michael Schulte | 1     | —                                   | Alexander Seeger | Power Over Me von Dermot Kennedy |
| Michael Schulte | 2     | —                                   | Mickela Löffel   | Schön genug von Lina Maly        |
| Michael Schulte | 2     | Samu Haber und Rea Garvey           | Claudia Pahl     | Imagine von John Lennon          |

* Diese Person gehörte zu den „Allstars“.

### Phase 4
In Phase 4, veröffentlicht am 29. November und 6. Dezember 2020, traten die beiden Gewinner aus Phase 3 jeweils gegen einen ausgeschiedenen Kandidaten aus der Sing-Off-Phase an. Michael Schulte wählte aus jedem der beiden Duelle einen Teilnehmer in die Liveshow-Phase.
| Coach           | Runde | Ehemaliger Coach aus dem Sing Off   | Kandidat        | Song                                    |
| --------------- | ----- | ----------------------------------- | --------------- | --------------------------------------- |
| Michael Schulte | 1     | Stefanie Kloß und Yvonne Catterfeld | Alessandro Pola | Crazy von Gnarls Barkley                |
| Michael Schulte | 1     | —                                   | Keye Katcher*   | Who You Are von Jessie J                |
| Michael Schulte | 2     | —                                   | Mickela Löffel  | Zu dir von Lea                          |
| Michael Schulte | 2     | Nico Santos                         | Max Lenz        | Falling Like the Stars von James Arthur |

* Diese Person gehörte zu den „Allstars“.

## Vierte Phase: Die Liveshows
Wie in Staffel 6 bis 9 fanden zwei Livesendungen statt, und zwar am 13. und 20. Dezember 2020 in Berlin. Die Coaches verteilten keine Prozentpunkte, sondern alle Entscheidungen fielen per Televoting durch die Fernsehzuschauer. Am 8. Dezember 2020 wurde bekannt, dass Noah Sam Honegger aus gesundheitlichen Gründen nicht an den Liveshows teilnimmt und durch Oliver Henrich ersetzt wird. Von den zehn Liveshowteilnehmern hatten sieben in den Blind Auditions alle vier Jurystimmen erhalten, nämlich Nico Traut, das Duo Mael und Jonas, Juan Geck, Oliver Henrich, Paula Dalla Corte, Matthias Nebel und Alessandro Pola.

### Erste Liveshow (Halbfinale)
In der ersten Liveshow am 13. Dezember 2020 kamen fünf der zehn Kandidaten weiter: In jeder Coachinggruppe trugen die zwei Teilnehmer nacheinander je ein Lied vor, wonach die Zuschauer per Televoting einen von ihnen ins Finale wählten.
| Coach                               | Auftritt | Kandidat          | Song                                 | Televoting |
| ----------------------------------- | -------- | ----------------- | ------------------------------------ | ---------- |
| Nico Santos                         | 1        | Mael und Jonas    | Shut Up + Dance von Walk the Moon    | 50,9 %     |
| Nico Santos                         | 2        | Nico Traut        | XO von Beyoncé                       | 49,1 %     |
| Stefanie Kloß und Yvonne Catterfeld | 3        | Oliver Henrich**  | Before You Go von Lewis Capaldi      | 57,3 %     |
| Stefanie Kloß und Yvonne Catterfeld | 4        | Juan Geck*        | Nobody’s Perfect von Jessie J        | 42,7 %     |
| Michael Schulte                     | 5        | Alessandro Pola   | Drops of Jupiter (Tell Me) von Train | 71,2 %     |
| Michael Schulte                     | 6        | Mickela Löffel    | Eiserner Steg von Philipp Poisel     | 28,8 %     |
| Mark Forster                        | 7        | Sion Jung         | Mood von 24kGoldn                    | 44,4 %     |
| Mark Forster                        | 8        | Tosari Udayana    | It’s Gonna Be Me von *NSYNC          | 55,6 %     |
| Samu Haber und Rea Garvey           | 9        | Paula Dalla Corte | Another Love von Tom Odell           | 60,0 %     |
| Samu Haber und Rea Garvey           | 10       | Matthias Nebel*   | Heaven von Bryan Adams               | 40,0 %     |

* Diese Person gehörte zu den „Allstars“.

** Oliver Henrich rückte für den aus gesundheitlichen Gründen zurückgetretenen Noah Sam Honegger nach.

### Zweite Liveshow (Finale)
Die zweite Liveshow, das Finale, fand am 20. Dezember 2020 statt. Jeder Finalteilnehmer trug einen Song vor, sang außerdem einen neuen Song zusammen mit seinem Coach und ein weiteres Duett mit einem Gaststar: Tosari Udayana mit Joy Denalane, Mael und Jonas mit Michael Patrick Kelly, Paula Dalla Corte mit Sarah Connor, Oliver Henrich mit Zoe Wees und Alessandro Pola mit Duncan Laurence.
Zur Siegerin wurde Paula Dalla Corte gewählt, sie erhielt in der Televoting-Abstimmung über die fünf Kandidaten ein Ergebnis von mehr als 43 Prozent.
| Rang | Coach                               | Kandidat          | Songs                    | Songs                                            | Televoting |
| ---- | ----------------------------------- | ----------------- | ------------------------ | ------------------------------------------------ | ---------- |
| 1.   | Samu Haber und Rea Garvey           | Paula Dalla Corte | Coverversion             | Strong von London Grammar                        | 43,79%     |
| 1.   | Samu Haber und Rea Garvey           | Paula Dalla Corte | Eigener Song mit Coaches | Someone Better                                   | 43,79%     |
| 1.   | Samu Haber und Rea Garvey           | Paula Dalla Corte | Duett mit Gastkünstlerin | Bye Bye von Sarah Connor                         | 43,79%     |
|      |                                     |                   |                          |                                                  |            |
| 2.   | Stefanie Kloß und Yvonne Catterfeld | Oliver Henrich    | Coverversion             | Beautiful Day von U2                             | 18,06 %    |
| 2.   | Stefanie Kloß und Yvonne Catterfeld | Oliver Henrich    | Eigener Song mit Coaches | If It Wasn’t You                                 | 18,06 %    |
| 2.   | Stefanie Kloß und Yvonne Catterfeld | Oliver Henrich    | Duett mit Gastkünstlerin | Control von Zoe Wees                             | 18,06 %    |
|      |                                     |                   |                          |                                                  |            |
| 3.   | Nico Santos                         | Mael und Jonas    | Coverversion             | All I Want for Christmas Is You von Mariah Carey | 17,71 %    |
| 3.   | Nico Santos                         | Mael und Jonas    | Eigener Song mit Coach   | Treat You Right                                  | 17,71 %    |
| 3.   | Nico Santos                         | Mael und Jonas    | Duett mit Gastkünstler   | Beautiful Madness von Michael Patrick Kelly      | 17,71 %    |
|      |                                     |                   |                          |                                                  |            |
| 4.   | Michael Schulte                     | Alessandro Pola   | Coverversion             | Dancing on My Own von Robyn                      | 13,92 %    |
| 4.   | Michael Schulte                     | Alessandro Pola   | Eigener Song mit Coach   | Don’t You Worry                                  | 13,92 %    |
| 4.   | Michael Schulte                     | Alessandro Pola   | Duett mit Gastkünstler   | Arcade von Duncan Laurence                       | 13,92 %    |
|      |                                     |                   |                          |                                                  |            |
| 5.   | Mark Forster                        | Tosari Udayana    | Coverversion             | Halo von Beyoncé                                 | 6,52 %     |
| 5.   | Mark Forster                        | Tosari Udayana    | Eigener Song mit Coach   | Right Here                                       | 6,52 %     |
| 5.   | Mark Forster                        | Tosari Udayana    | Duett mit Gastkünstlerin | Someday at Christmas von Stevie Wonder           | 6,52 %     |

## Einschaltquoten
| Folge | Sendung         | Sender    | Datum                 | Zuschauer | Zuschauer       | Marktanteil | Marktanteil     | Quelle |
| Folge | Sendung         | Sender    | Datum                 | Gesamt    | 14 bis 49 Jahre | Gesamt      | 14 bis 49 Jahre | Quelle |
| ----- | --------------- | --------- | --------------------- | --------- | --------------- | ----------- | --------------- | ------ |
| 01    | Blind Auditions | ProSieben | Do, 8. Oktober 2020   | 3,19 Mio. | 1,47 Mio.       | 11,4 %      | 18,8 %          | [ 8 ]  |
| 02    | Blind Auditions | Sat.1     | So, 11. Oktober 2020  | 3,05 Mio. | 1,33 Mio.       | 10,0 %      | 14,5 %          | [ 9 ]  |
| 03    | Blind Auditions | ProSieben | Do, 15. Oktober 2020  | 3,08 Mio. | 1,46 Mio.       | 10,5 %      | 17,7 %          | [ 10 ] |
| 04    | Blind Auditions | Sat.1     | So, 18. Oktober 2020  | 2,95 Mio. | 1,35 Mio.       | 9,5 %       | 14,4 %          | [ 11 ] |
| 05    | Blind Auditions | ProSieben | Do, 22. Oktober 2020  | 3,25 Mio. | 1,51 Mio.       | 11,3 %      | 18,6 %          | [ 12 ] |
| 06    | Blind Auditions | Sat.1     | So, 25. Oktober 2020  | 2,81 Mio. | 1,30 Mio.       | 9,0 %       | 13,6 %          | [ 13 ] |
| 07    | Blind Auditions | ProSieben | Do, 29. Oktober 2020  | 3,29 Mio. | 1,71 Mio.       | 11,2 %      | 20,4 %          | [ 14 ] |
| 08    | Blind Auditions | Sat.1     | So, 1. November 2020  | 2,54 Mio. | 1,13 Mio.       | 7,9 %       | 11,6 %          | [ 15 ] |
| 09    | Blind Auditions | ProSieben | Do, 5. November 2020  | 2,97 Mio. | 1,47 Mio.       | 9,6 %       | 16,5 %          | [ 16 ] |
| 10    | Battle Round    | Sat.1     | So, 8. November 2020  | 2,56 Mio. | 1,28 Mio.       | 8,0 %       | 13,1 %          | [ 17 ] |
| 11    | Battle Round    | ProSieben | Do, 12. November 2020 | 2,64 Mio. | 1,31 Mio.       | 9,1 %       | 15,9 %          | [ 18 ] |
| 12    | Battle Round    | Sat.1     | So, 15. November 2020 | 2,60 Mio. | 1,34 Mio.       | 7,8 %       | 12,8 %          | [ 19 ] |
| 13    | Battle Round    | ProSieben | Do, 19. November 2020 | 2,42 Mio. | 1,26 Mio.       | 8,3 %       | 15,1 %          | [ 20 ] |
| 14    | Battle Round    | Sat.1     | So, 22. November 2020 | 2,60 Mio. | 1,28 Mio        | 8,2 %       | 13,3 %          | [ 21 ] |
| 15    | Sing Off        | ProSieben | Do, 26. November 2020 | 2,15 Mio. | 1,07 Mio        | 7,7 %       | 13,8 %          | [ 22 ] |
| 16    | Sing Off        | Sat.1     | So, 29. November 2020 | 2,27 Mio. | 1,08 Mio.       | 7,5 %       | 15,3 %          | [ 23 ] |
| 17    | Sing Off        | Sat.1     | So, 6. Dezember 2020  | 1,93 Mio. | 0,98 Mio.       | 6,4 %       | 10,8 %          | [ 24 ] |
| 18    | Liveshows       | Sat.1     | So, 13. Dezember 2020 | 1,91 Mio. | 0,90 Mio.       | 6,1 %       | 9,3 %           | [ 25 ] |
| 19    | Liveshows       | Sat.1     | So, 20. Dezember 2020 | 2,50 Mio. | 1,18 Mio.       | 9,2 %       | 14,6 %          | [ 26 ] |